# San Antonino Castillo Velasco
San Antonino Castillo Velasco là một đô thị thuộc bang Oaxaca, México. Năm 2005, dân số của đô thị này là 4829 người.